# SPARQL
SPARQL (SPARQL Protocol And RDF Query Language) is een RDF-zoektaal (querytaal) die gebruikt wordt om RDF-gebaseerde data te bevragen door middel van zoekopdrachten (queries). Met deze zoektaal is het mogelijk om informatie op te vragen voor applicaties op het semantisch web.

## Geschiedenis
Op 15 januari 2008 is deze zoektaal officieel door W3C geïntroduceerd met SPARQL 1.0.
SPARUL, of SPARQL/Update, is een latere toevoeging aan de SPARQL zoektaal, ook wel SPARQL/Update 1.0 genoemd uit juli 2008.
Versie 1.1 ontstond in 2009,
SPARQL/Query 1.1 of SPARQL 1.1 is de huidige status.

## Voorbeeld
De voornaamste querytaal voor RDF-grafen is SPARQL en dit is een SQL-achtige taal.

Dit voorbeeld van een SPARQL query laat van het werelddeel Afrika alle hoofdsteden zien
en maakt gebruik van een fictieve ontologie.
```
PREFIX abc: <nul://sparql/exampleOntology#> .
SELECT ?capital ?country
WHERE {
  ?x abc:cityname ?capital ;
     abc:isCapitalOf ?y.
  ?y abc:countryname ?country ;
     abc:isInContinent abc:Africa.
}

```